# Catastrofe dell'ossigeno

Accumulo dell'ossigeno nell'atmosfera terrestre.
1) (3.850-2.450 milioni di anni fa (Ma)): nessun accumulo di ossigeno nell'atmosfera.
2) (2.450-1.850 Ma): l'ossigeno viene assorbito dalla superficie terrestre e dai fondali marini.
3) (1.850-850 Ma): l'eccesso di ossigeno non reagito va a formare lo strato di ozono.
4) (850-540 Ma) e 5) (da 540 Ma a oggi): l'ossigeno si accumula nell'atmosfera.
Le due curve, verde e rossa, rappresentano il limite inferiore e superiore di concentrazione.

La catastrofe dell'ossigeno (anche crisi dell'ossigeno, grande ossidazione o grande evento ossidativo) è stata l'estinzione di massa delle primitive forme di vita anaerobica della Terra causata dall'accumulo di ossigeno nell'atmosfera terrestre. Avvenne circa 2 450 milioni di anni fa, all'inizio del Sideriano, il primo periodo del Proterozoico.

## Il processo fotosintetico
Alla comparsa dei primi organismi in grado di realizzare una fotosintesi che produceva ossigeno come sottoprodotto della reazione, avvenuta circa 3.500 milioni di anni fa da parte dei cianobatteri, cominciò per la prima volta nella storia della Terra a formarsi ossigeno molecolare libero (O2). Le molecole di ossigeno così prodotte cominciarono subito a reagire con gli elementi ossidabili presenti nelle acque del mare portando alla formazione di prodotti ossidati e alla precipitazione dei sali insolubili che andarono a depositarsi sulla crosta terrestre dei fondali marini. L'ossidazione del ferro, presente in grandi quantità nelle acque marine a cui aveva impartito un intenso colore verde, portò allo schiarirsi delle acque che cominciarono ad assumere la colorazione attuale.

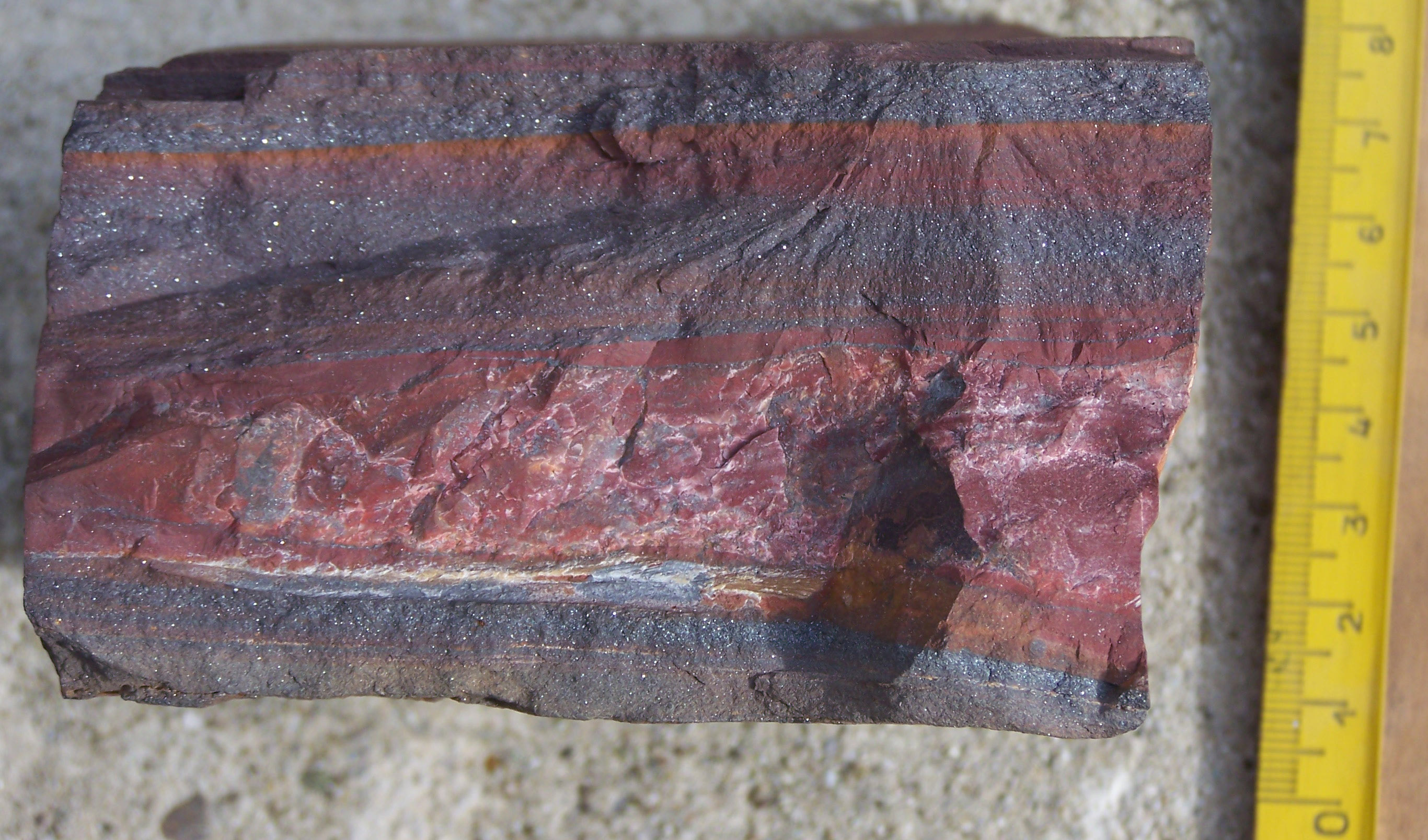
Gli strati geologici ricchi di ferro, in rosso, si formarono quando c'era abbondanza di ossigeno. Gli strati grigi si riferiscono ai periodi anossici. (Barberton, Sudafrica).

Anche sulle terre emerse, l'ossigeno libero cominciò a reagire con le rocce calcaree e con tutti gli elementi in grado di subire per la prima volta l'azione ossidativa. Nel caso particolare delle rocce contenenti ferro, questo portò alla formazione degli orizzonti a bande di ferro, cioè stratificazioni rocciose lunghe anche molti chilometri in cui appare evidente la presenza di strati di ferro ossidato.
Quando l'ossigeno si fu legato a tutti i composti chimici in grado di subire una reazione ossidativa, l'eccesso di produzione cominciò lentamente ad accumularsi nell'atmosfera terrestre cambiandone gradatamente la composizione. Il suo accumulo per più di un centinaio di milioni di anni, lo portò a raggiungere una concentrazione che, seppur bassa in confronto ai livelli odierni, risultò letale per gli organismi anaerobici che popolavano allora le acque del nostro pianeta.
Questo effetto provocò la prima grande estinzione di massa nella storia della Terra, ed ebbe come risultato lo sviluppo di organismi in grado di vivere in presenza di ossigeno, gettando le basi del sistema evolutivo che ha portato alle attuali forme di vita.

## Cronologia

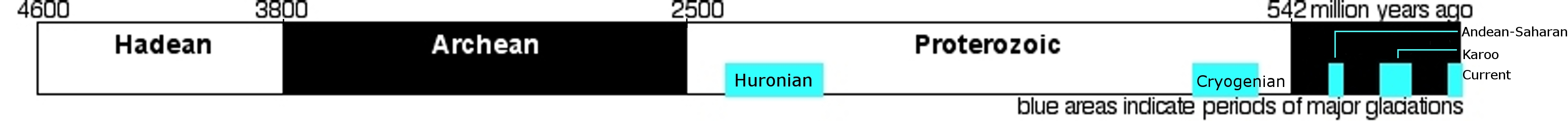
Cronologia delle glaciazioni, indicate dalle bande azzurre.

La cronologia più largamente accettata per il Grande Evento Ossidativo suggerisce che l'ossigeno libero fu prodotto prima dagli organismi procarioti e solo successivamente dagli eucarioti, in grado di svolgere la fotosintesi che produce ossigeno come sottoprodotto. Questi organismi vivevano già molto prima della Grande Ossidazione, probabilmente già 3,5 miliardi di anni fa.
L'ossigeno che veniva prodotto era rapidamente rimosso dall'atmosfera primordiale in seguito alla reazione con i minerali riducibili, soprattutto il ferro. Questa sorta di arrugginimento di massa portò alla deposizione di ossidi di ferro trivalente sotto forma di orizzonti a barre di ferro visibili nei sedimenti in molte regioni della Terra.
L'ossigeno cominciò a permanere in piccole quantità nell'atmosfera solo in tempi geologicamente brevi (~50 milioni di anni) prima del Grande Evento Ossidativo e a questo punto, cessata l'azione di rimozione, poté accumularsi rapidamente. Agli attuali tassi di fotosintesi (che sono ben superiori a quelli del Precambriano praticamente privo di vegetazione), gli odierni livelli di O2 atmosferico potrebbero essere raggiunti in circa 2.000 anni.
Un'altra ipotesi si basa su un'interpretazione di un supposto indicatore dell'ossigeno, il frazionamento indipendente dalla massa degli isotopi dello zolfo, utilizzato in studi precedenti, e cioè che gli organismi produttori di ossigeno non si svilupparono fino a poco prima del significativo aumento della concentrazione atmosferica dell'ossigeno. Questa ipotesi eliminerebbe la necessità di spiegare il ritardo di tempo tra l'evoluzione dei microbi fotosintetici e la crescita dell'ossigeno.
L'ossigeno comunque alla fine si accumulò nell'atmosfera e comportò anche due importanti conseguenze. La prima fu l'ossidazione del metano atmosferico (gas a forte effetto serra) ad anidride carbonica (caratterizzata da un effetto serra inferiore), innescando così la glaciazione uroniana. Questa sembra essere stata il più importante di tutti gli episodi di glaciazione, fino a portare alla Terra a palla di neve, e con una durata di 300-400 milioni di anni.
Come seconda conseguenza, la concentrazione dell'ossigeno fornì una nuova opportunità di diversificazione biologica, come pure importanti cambiamenti nella natura delle interazioni chimiche tra rocce, sabbie, argille e altri substrati geologici terrestri, inclusa l'aria e l'acqua oceanica.
Nonostante il naturale riciclo del materiale organico, la vita era rimasta energeticamente piuttosto limitata prima della disponibilità di ossigeno. Questo importante passo in avanti nell'evoluzione del metabolismo incrementò in modo significativo la disponibilità di energia libera a disposizione degli organismi viventi, con un elevato impatto ambientale globale. I mitocondri poterono svilupparsi dopo questo grande evento.

## La diversificazione dei minerali
La disponibilità di ossigeno libero apparso per la prima volta nell'atmosfera provocò una notevole crescita e diversificazione delle specie di minerali fino ad allora presenti nella crosta terrestre. È stato calcolato che questo evento portò alla formazione di più di 2.500 nuove specie minerali, sulle circa 4.500 attualmente presenti sulla Terra. Molte di queste nuove specie sono forme idrate o ossidate di minerali già presenti nel mantello o nella crosta terrestre prima del grande evento ossidativo.